# Орлеан-Браганса, Педру де Алькантара
Дом Педру де Алькантара Орлеан-Браганса (порт. Príncipe Pedro de Alcântara de Orléans e Bragança; 15 октября 1875, Петрополис, Рио-де-Жанейро — 29 января 1940, Петрополис, Рио-де-Жанейро) — принц Грао-Пара (1875—1891), императорский принц Бразилии (1891—1908). Представитель бразильской императорской династии Орлеан-Браганса.

## Происхождение
Родился 15 октября 1875 года в Петрополисе (Бразильская империя). Старший сын принца Гастона Орлеанского, графа д’Э (1842—1922), и принцессы Изабеллы Бразильской (1846—1921). Внук последнего бразильского императора Педру II и принцессы Терезы Кристины Бурбон-Сицилийской, правнук принца Луи-Филиппа, герцога Немурского, и принцессы Виктории Саксен-Кобург-Готской.
Полное имя — Педру де Алькантара Луиш Фелипе Мария Гастан Мигель Габриэль Рафаэль Гонзага де Орлеан и Браганса.

## Биография
В 1889 году в результате военного переворота последний бразильский император Педру II был свергнут с престола и вместе с семьей вынужден был отправиться в эмиграцию. В 1890 году бразильская императорская семья поселилась в Версале. В 1893 году принц Педру де Алькантара, достигнув совершеннолетия, отправился в Вену, столицу Австро-Венгрии, где поступил в военную школу в Винер-Нойштадте. Его младшие братья, принц Луиш и принц Антониу, позднее также последовали примеру брата и поступили в эту же военную школу.

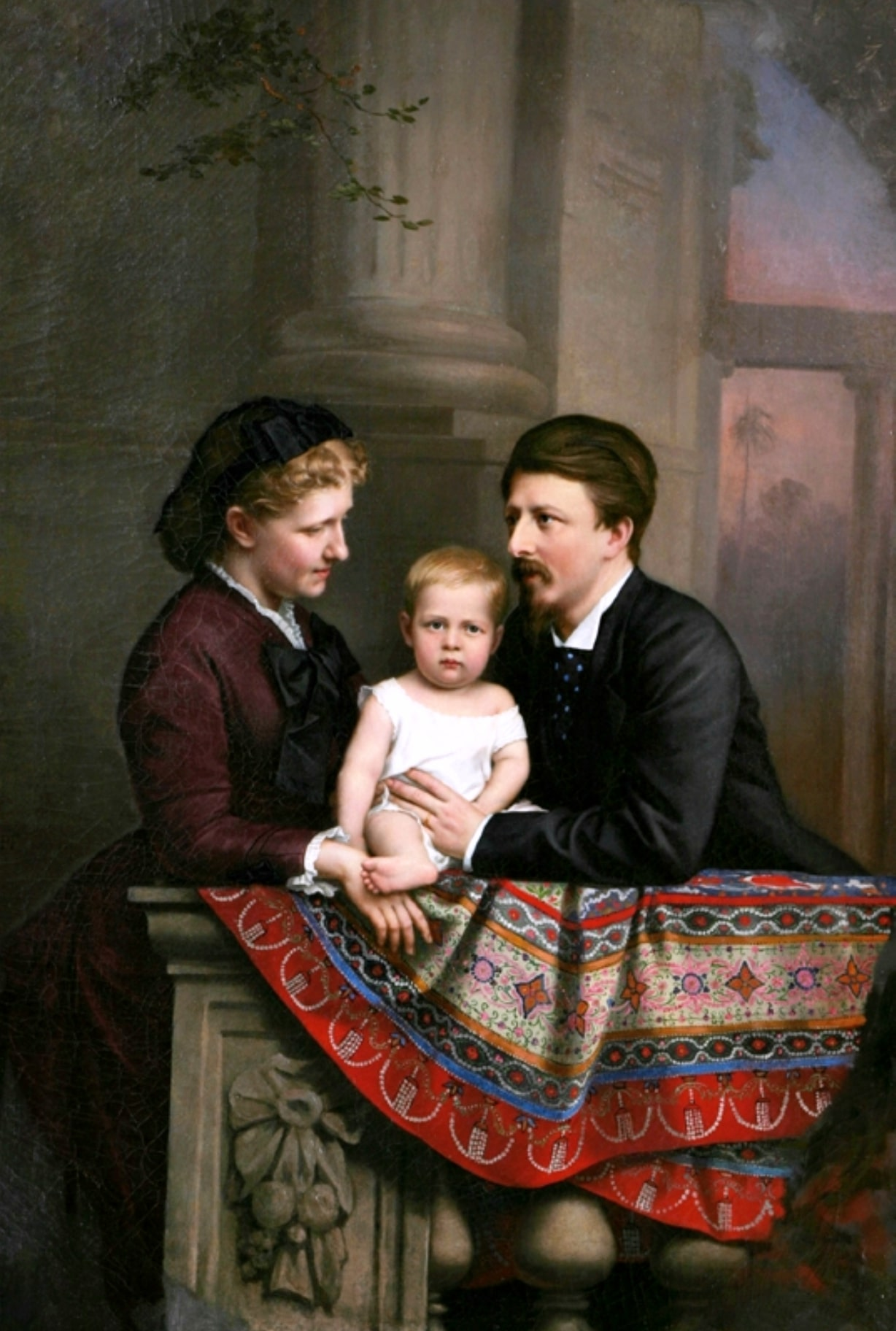
Принц Педру де Алькантра с родителями, Гастоном Орлеанским и Изабеллой Бразильской

В 1908 году принц Педру решил жениться на чешской графине Елизавете Добрженской де Добрженич (1875—1951), дочери графа Иоганн-Венцеля Добрженски фон Добржениц и его жены, Елизаветы Коттулински, баронессы Коттулин. К тому времени принц Педру и Елизавета были знакомы восемь лет. Хотя Конституция Бразильской империи не требовала от члена императорской семьи жениться на равной себе по статусу и знатности, его мать, принцесса Изабелла Бразильская настояла, что её старший сын и наследник Педру может жениться морганатическим браком, но взамен он должен отказался от своих прав на бразильский императорский престол. 30 октября 1908 года в Каннах принц Педру де Алькантара Орлеан-Браганса подписал официальный документ, в котором отказывался от своих прав на императорский престол в пользу младшего брата, принца Луиша Орлеан-Браганса. В том же 1908 году принц Луиш Орлеан-Браганса стал официально именоваться императорским принцем Бразилии.
14 ноября 1908 года в Версале Педру де Алькантара вступил в морганатический брак с графиней Елизаветой Добрженски фон Добржениц.
В 1921 году скончалась 75-летняя принцесса Изабелла Бразильская (1846—1921), претендентка на бразильский императорский трон в 1891—1921 годах. Главой Бразильской императорской семьи в изгнании стал императорский принц Луиш Орлеан-Браганса (1878—1920), второй сын принцессы Изабеллы Брагансы и принца Гастона Орлеанского, младший брат принца Педру.
В 1926—1927 годах принц Педру Орлеан-Браганса совершил путешествие на автомобиле из Боливии в Рио-де-Жанейро. В сопровождении своего секретаря, австрийского журналиста и фотографа Марио Бальди, он проехал четыре тысячи километров практически по непроходимым дорогам. Это автомобильное путешествие было описано Марио Бальди в бразильских и европейских газетах и журналах.
В 1930 году принц Педру де Алькантара вернулся с женой и детьми из Европы в Бразилию. Он поселился во дворце Грао-Пара в Петрополисе. Принц стал обязательной фигурой на местных праздниках и торжествах. Местные жители были восхищены теплой и дружественной манерой, с которой он обращался к своим соотечественникам.
В 1936 году в течение нескольких месяцев принц Педру Орлеан-Браганса вместе с двумя детьми и тремя друзьями совершил вторую поездку вглубь Бразилии. Путешественники посетили Сертан, открыв миру коренное индейское население штата Мату-Гросу.
29 января 1940 года 64-летний принц Педру де Алькантара Орлеан-Браганса скончался в Петрополисе от респираторного заболевания. Он был похоронен на местном кладбище с почестями главы государства. В 1990 году останки принца и его жены были перезахоронены в Императорском мавзолее в соборе Святого Петра Алькантара в Петрополисе, рядом с могилами его предков.
После смерти Педру де Алькантары в 1940 году его старший сын, принц Педру Гастан Орлеан-Браганса (1913—2007), пользуясь поддержкой своих родственников, Анри Орлеанского, графа Парижского, и Дуарте Нуну, герцога Браганса, а также некоторых бразильских ученых-правоведов, заявил о своих претензиях на главенство в Бразильской императорской семье.

## Брак и дети
14 ноября 1908 года в Версале принц Педру де Алькантара Орлеан-Браганса женился на чешской дворянке Елизавете Добрженской де Добрженич. Супруги имели в браке пять детей:
- Принцесса Изабелла Орлеан-Браганса  (13 июля 1911 — 5 августа 2003), жена с 1931 года принца Генриха Орлеанского, графа Парижского (1908—1999).
- Принц Педру Гастан Орлеан-Браганса  (19 февраля 1913 — 27 декабря 2007), женат с 1944 года на принцессе Марии де ла Эсперансе Бурбон-Сицилийской (1914—2005).
- Принцесса Мария Франческа Орлеан-Браганса  (8 сентября 1914 — 15 января 1968), супруга с 1942 года Дуарте Нуну, герцога Браганса (1907—1976), и мать Дуарте Пиу, герцога Браганса, нынешнего претендента на португальский престол.
- Принц Жуан Мария Орлеан-Браганса  (15 октября 1916 — 26 июня 2005), 1-я жена с 1949 года египетская принцесса Фатима Шерифа Ширин (1923—1990), дочь Исмаил-бея Ширина и вдова принца Хасана Омара Тоассауна (1901—1946). Развод в 1971 году. В 1990 году вторично женился на бразильянке Терезе да Сильва Лейте (1926—2020).
- Принцесса Тереза Орлеан-Браганса (18 июня 1919 — 18 апреля 2011), муж с 1957 года испанский бизнесмен Эрнесто Антонио Мария Марторелл и Кальдеро (1921—1985).
  - Елизавета (род. 1959)
  - Нурия (род. 1960)

## Титул и обращение
- 15 октября 1875 — 30 октября 1908 года: «Его Императорское Высочество Принц Грао-Пара»[10]

## Награды
Принц Педру де Алькантара был награждён рядом орденов:
- Большой крест Ордена Педро I[10]
- Большой крест Ордена Розы[10]
- Большой крест ордена Южного Креста[10]
- Большая лента Ордена Восходящего солнца (Япония)[10]